# Bedrena kost
Bedrena kost (lat. femur) natkoljenična kost je najduža i najjača kost u ljudskom tijelu. Femur je jedina kost u natkoljenici i nalazi se između zgloba kuka (lat. articulatio coxae) i koljenog zgloba (lat. articulatio genus).  
Bedrena kost se sastoji od:
- gornjeg kraja kojeg čine glava bedrene kosti (lat. caput femoris), veliki obrtač (lat. trochanter major) i mali obrtač (lat. trochanter minor).
- vrat bedrene kosti (lat. collum femoris) spaja trup (lat. corpus femoris) s gornjim dijelom bedrene kosti
- donji kraj bedrene kosti je splošten i deblji je nego gornji, a završava medijalnim zaglavkom (lat. condylus medialis) i lateralnim zaglavkom (lat. condylus lateralis) između kojih se straga nalazi međuzglavčana jama (lat. fossa intercondylaris).

S bedrene kosti polaze: trbušasti mišić lista (lat. musculus gastrocnemius) i tri glave četveroglavog bedrenog mišića (vastus lateralis (lat. ), vastus medialis (lat. ), vastus intermedius (lat. )).
Za bedrenu se kost hvataju: 
- mišić natezač široke fascije (lat. musculus tensor fasciae latae)
- srednji stražnjični mišić (lat. musculus gluteus medius)
- najmanji stražnjični mišić (lat. musculus gluteus minimus)
- najveći stražnjični mišić (lat. musculus gluteus maximus)
- bočnoslabinski mišić (lat. musculus iliopsoas)